# Semion Bitxkov
Semion Màievitx Bitxkov, rus: Семён Маевич Бычков, pronunciació AFI /sʲɪˈmʲɵn ˈmaɪvʲɪtɕ bɨtɕˈkof/ (30 de novembre de 1952) és un director d'orquestra rus.
Va néixer a Leningrad, actualment Sant Petersburg (Rússia). Va estudiar a l'Escola Coral Glinka de la ciutat durant deu anys i després en el Conservatori de Leningrad.
El 1973 va guanyar el Concurs de Direcció Rakhmàninov i va ser sol·licitat per a dirigir l'Orquestra Filharmònica de Leningrad. Tanmateix, el concert va ser cancel·lat a causa de la ideologia política de Bitxkov. El 1974 va emigrar de la Unió Soviètica.
Entre 1980 i 1984 es va convertir en director de l'orquestra Grand Rapids Symphony, a l'estat de Michigan (Estats Units). El 1983 es va nacionalitzar nord-americà. Entre 1989 i 1998 va ser director musical de l'Orquestra de París, a França. Després es traslladà a Colònia, Alemanya, per ser director de l'Orquestra Simfònica de la WDR de Colònia. Bitxkov està casat amb la pianista Marielle Labèque.